# Únos domů
Únos domů je český rodinný dobrodružný film z roku 2002 režiséra Ivana Pokorného. Jedná se o filmové zpracování stejnojmenné knihy Ivy Procházkové.

## Děj
Dvanáctiletý sirotek Libor žije od nehody rodičů u svých bohatých, ne však milujících příbuzných. Chybí mu láska a pochopení. Jednou je ale unesen kvůli výkupnému. Dokáže se osvobodit a utéct a dostane se až k rodině Panenků. Toto prostředí se liší od toho, co znal. Jejich děti ho mezi sebe s radostí přiberou, berou ho za vlastního. Časem začne být pohřešován, rozhodne se ale zůstat s nově získanou rodinou.

## Obsazení
- Vojtěch Kotek jako Libor Ješín
- Matěj Nechvátal jako Filip
- Nela Výborná jako Jitka
- Hana Kusnjerová jako Marcela
- Barbora Hrzánová jako Blanka
- Radek Holub jako Erik
- Hana Maciuchová jako teta
- Marek Vašut jako strýc
- Zdeněk Žák jako Maděra
- Zbyněk Roubal jako Krátký
- Roman Zach jako Dlouhý
- Jan Cina jako Kryštof
- Zbyněk Vencl jako tělocvikář

## Lokace
Železniční stanice, kde bydleli Panenkovi, je Sudoměř u Mladé Boleslavi. Zastávka hned vedle má název Skalsko.